# Стъклена вата
Стъклената вата е неорганичен материал, който се използва за топлоизолация.
Стъклената вата се произвежда от стъклени влакна, нарязани и смесени, така че да се получи материал, подобен на вълната. Той съдържа множество малки обеми въздух, който осигурява топлоизолационните му свойства. Технологията за промишлено производство на стъклена вата е създадена през 1933 година от американеца Геймс Слейтър.